# Shinjitai
Shinjitai (kanji: med shinjitai: 新字体, med kyūjitai: 新字體, "ny teckenform"), är en form av kinesiska tecken, kanji. Den har använts i Japan sedan 1946 och lärts ut i skolor sedan 1949.
I den orelaterade men något senare teckenreformen i Kina förkastades ett stort antal teckenelement. I Japan lanserades de förenklade japanska tecknen som en officiell lista på 1 850 tecken.
Principerna för förenklingen var dock samma som de som senare skulle tillämpas i Kina, och framförallt fick förenklingar av hela tecken eller teckenelement som redan förekom i skrivstil (ryakuji 略字) genom reformen nu status som korrekt form. Några förändringar av tecken har skett sedan 1950-talet, men inga ändringar har skett sedan Jōyōkanji-listan med sina 1 945 tecken trädde i kraft 1981.

## Källhänvisningar
1. ↑  " 1.3.12. Writing reforms in modern Japan". Sljfdaq.org. Läst 13 juli 2014. (engelska)
2. ↑  Roar Bökset: Long story of short forms: the evolution of simplified Chinese characters, doktorsavhandling, Stockholms universitet 2006, ISBN 91-628-6832-2